# Henryk Glücklich
Henryk Glücklich (ur. 22 stycznia 1945 w Rybniku, zm. 23 września 2014 w Berlinie) – polski żużlowiec.

## Życiorys
Henryk Glücklich urodził się 22 stycznia 1945 roku w Rybniku. Tam zaczęła się jego pasja związana z motocyklami. Pracował w warsztacie motocyklowym w Rybniku. Po ukończeniu 16 lat zapisał się do szkółki żużlowej  przy klubie Górnik Rybnik. Z tym klubem był związany do 1963 roku. W maju 1963 trafił do Polonii Bydgoszcz. Z pomocą bydgoskiego żużlowca Mieczysława Połukarda ustabilizował formę. Przez bydgoskich kibiców, ze względu na niski wzrost, nazywany był "małym wojownikiem", a lepsze wyniki osiągał stojąc na motorze podczas zawodów. Jego ulubioną akcją była jazda pod bandą. Pierwszy znaczący sukces odniósł 21 września 1969 w Rybniku – został Drużynowym Mistrzem Świata. Trofeum to zdobył wspólnie z Andrzejem Wyglendą, Stanisławem Tkoczem, Andrzejem Pogorzelskim i Edwardem Jancarzem. Henryk Glücklich wywalczył 3 punkty wygrywając z Ivanem Maugerem. Największy indywidualny sukces Glücklich odnosi w 1970 we Wrocławiu. Podczas Indywidualnych Mistrzostw Świata zdobył 9 pkt i zajął 5. miejsce. W 1971 stał na czele "złotej drużyny" – Polonia Bydgoszcz pod przewodnictwem Glücklicha zdobyła tytuł Drużynowego Mistrza Polski. W 1972 w trakcie finału Indywidualnych Mistrzostw Polski, rozgrywanych w Bydgoszczy, zdobył brązowy medal. Do końca lat siedemdziesiątych był liderem bydgoskiej Polonii i etatowym kadrowiczem. Karierę zakończył w 1981. Od 1995 mieszkał w Niemczech.
23 września 2014 zmarł po ciężkiej chorobie.

## Życie prywatne
Ojciec Piotra Glücklicha, również żużlowca.

## Osiągnięcia
Indywidualne Mistrzostwa Świata
- 1969 -  Londyn - 12. miejsce - 5 pkt → wyniki
- 1970 -  Wrocław - 5. miejsce - 9 pkt → wyniki
- 1975 -  Londyn - 16. miejsce - 0 pkt → wyniki

Drużynowe Mistrzostwa Świata
- 1968 -  Londyn - 3. miejsce - 2 pkt → wyniki
- 1969 -  Rybnik - 1. miejsce - 3 pkt → wyniki
- 1970 -  Londyn - 3. miejsce - 3 pkt → wyniki
- 1971 -  Wrocław - 3. miejsce - 4 pkt → wyniki
- 1972 -  Olching - 3. miejsce - 6 pkt → wyniki
- 1975 -  Norden - 4. miejsce - 2 pkt → wyniki

Indywidualne Mistrzostwa Polski
- 1966 - Rybnik - 6. miejsce - 9 pkt → wyniki
- 1967 - Rybnik - 9. miejsce - 7 pkt → wyniki
- 1968 - Rybnik - 14. miejsce - 3 pkt → wyniki
- 1969 - Rybnik - 11. miejsce - 6 pkt → wyniki
- 1970 - Gorzów Wielkopolski - 6. miejsce - 9 pkt → wyniki
- 1971 - Rybnik - 4. miejsce - 12+2 pkt → wyniki
- 1972 - Bydgoszcz - 3. miejsce - 12 pkt → wyniki
- 1973 - Rybnik - 5. miejsce - 9 pkt → wyniki
- 1974 - Gorzów Wielkopolski - 11. miejsce - 6 pkt → wyniki
- 1975 - Częstochowa - 5. miejsce - 9 pkt → wyniki
- 1977 - Gorzów Wielkopolski - 15. miejsce - 2 pkt → wyniki

Mistrzostwa Polski Par Klubowych
- 1974 - Bydgoszcz - 1. miejsce - 13 pkt → wyniki
- 1975 - Leszno - 4. miejsce - 15 pkt → wyniki
- 1979 - Gniezno - 2. miejsce - 8 pkt → wyniki
- 1980 - Zielona Góra - 5. miejsce - 4 pkt → wyniki

Złoty Kask
- 1967 - 8 rund - 2. miejsce - 62 pkt → wyniki
- 1968 - 8 rund - 9. miejsce - 48 pkt → wyniki
- 1969 - 8 rund - 4. miejsce - 60 pkt → wyniki
- 1970 - 8 rund - 5. miejsce - 58 pkt → wyniki
- 1971 - 8 rund - 6. miejsce - 49 pkt → wyniki
- 1972 - 8 rund - 2. miejsce - 78 pkt → wyniki
- 1973 - 8 rund - 8. miejsce - 53 pkt → wyniki
- 1974 - 8 rund - 4. miejsce - 39 pkt → wyniki
- 1975 - 8 rund - 9. miejsce - 44 pkt → wyniki

Srebrny Kask
- 1966 - 3 rundy - 3. miejsce - 19 pkt → wyniki

## Inne ważniejsze turnieje
Memoriał Alfreda Smoczyka w Lesznie
- 1966 - 8. miejsce - 5 pkt → wyniki
- 1967 - 1. miejsce - 12 pkt → wyniki
- 1972 - 4. miejsce - 12+1 pkt → wyniki